# 酒井亨
酒井 亨（さかい とおる、1966年2月 - ）は、日本の台湾研究者（台湾政治）、ジャーナリスト、元公立小松大学国際文化交流学部准教授、石川県金沢市出身。

## 略歴
- 金沢大学附属高等学校、早稲田大学政治経済学部政治学科卒業、台湾大学法学研究科修士課程修了。
- 大学卒業後、共同通信社記者。退職後は台湾に移住し、民主進歩党系シンクタンク「新境界文教基金会」に勤務する。
- 2010年度後期神戸大学大学院国際協力研究科客員教授。
- 2012年9月、金沢学院大学経営情報学部准教授
- 2018年4月、公立小松大学国際文化交流学部准教授(-2020年)

## 著作

### 単著
- 『台湾入門』『台湾入門 増補改訂版』ISBN 9784817512529（日中出版、2001年、2006年）
- 『台湾海峡から見たニッポン』ISBN 9784094056129（小学館文庫、2004年）
- 『哈日族 -なぜ日本が好きなのか』ISBN 9784334032487（光文社新書、2004年）
- 『台湾 したたかな隣人』ISBN 9784087203325（集英社新書、2006年）
- 『台湾ってどんな"国"?』 ISBN  9784817512710 （日中出版、2008年）
- 『加速する「脱・中国経済」取り残された日本の行方 ──逃げ出す台湾、そして世界』ISBN 9784863910157 (晋遊舎ブラック新書、2009年)
- 『「親日」台湾の幻想』ISBN 9784594062606（扶桑社新書、2010年）
- 『台湾×夜市：ワンテーマ指さし会話』ISBN 9784795843035 (情報センター出版局、2010年)
- 『台湾人には、ご用心!』ISBN 9784883205455（三五館、2011年）
- 『中韓以外、みーんな親日: クールジャパンが世界を席巻中』ISBN 9784847060663 (ワニブックスPLUS新書、2013年)
- 『アジア 反日と親日の正体』ISBN 9784781650159 (イースト新書、イースト・プレス、2013年)
- 『戦後七〇年「右傾化」批判の正体』ISBN 9784781650517 (イースト新書、イースト・プレス、2015年)
- 『アニメが地方を救う！！ ～「聖地巡礼」の経済効果を考える～ 』(ワニブックスPLUS新書、2016年)

### 翻訳
- 李筱峰著『台湾・クロスロード』（日中出版、1993年）
- 傅虹霖著『張学良―その数奇なる運命』川崎将夫との共訳（連合出版、1995年）

### 書籍所収論著
- 中嶋嶺雄・編『歴史の嘘を見破る 日中近現代史の争点35』（文春新書504）、文藝春秋社、2006年5月、（うち「中国に『台湾は植民地として搾取された』と言われたら」、 139-145ページ）

### 学術論文
- 修士論文（中国語）：『從非營利組織發展論現代憲法「市民社會」理論之界限－－以台灣、日本、韓國三國之比較為主』台湾大学法律大学院修士課程公法コース、2005年7月。
- 「『国語』＝単一言語主義の思想　国民党支配の温床としての日本統治」『台灣近代化與（と）日本《三》』拓殖大学・編著、台北：一橋出版、2002年。
- 「（台湾語）探求Holo台語中間e非漢語語詞--羅馬字書写法e正当性」『台湾民族普羅大衆e語文--白話字 2002台湾羅馬字教学kap研究国際学術研討会論文選集』台北：台湾羅馬字協会、2003年。
- 「台湾の日本大衆文化受容、『哈日族（ハーリーズー』についての考察」、伊藤陽一・編『文化の国際流通と市民意識』、慶応義塾大学出版会、2007年1月、pp.91-114。
- 「台湾の民主化アクター再考 ―1980年代環境汚染をめぐる「自力救済」運動を中心に」『国際協力論集』、神戸大学大学院国際協力研究科、第19巻第1号(2011年7月)、pp.139-153
- 「台湾選挙を左右した米国の"介入"　―冷戦終わらない東アジアの問題」、『東亜』(2012年6月号)、pp.32-38。
- 「台湾民主化の背景―分散型社会運動の力」、『地理』(2013年12月号)、pp.2-9。
- 「アニメ映像の視覚的演出手法とその舞台地への集客の関係性について～アニメ『花咲くいろは』と湯涌温泉を例にして～」、『金沢学院大学紀要』第12号（2014年3月）(越田久文、吉田一誠と共著)
- 「台湾における脱原発運動の展開と限界―第４原発国民投票をめぐって」『金沢学院大学紀要』第12号（2014年3月）